# 高峰環球
高峰環球有限公司，簡稱高峰環球（英語：Top Global Limited，SGX：519），在1970年由印尼商人黃小紅（主席）創立，現時由Hano Maeloa為總裁。
現時業務是从事设施管理及房地产发展与投资业务，而總部位於1 Scotts Road #20-03/-4 Shaw Centre, Singapore 228208（新加坡薛基特道1號邵氏中心20樓3至4室）。
而股份在2001年6月25日於新加坡交易所創業板（凱利板前身）上市。招股價為0.205新加坡元，發行股份為12,500,000股，集資額為2,600,000新加坡元。

## 連結
- TopGlobal.com.sg （页面存档备份，存于）